# Senerchia

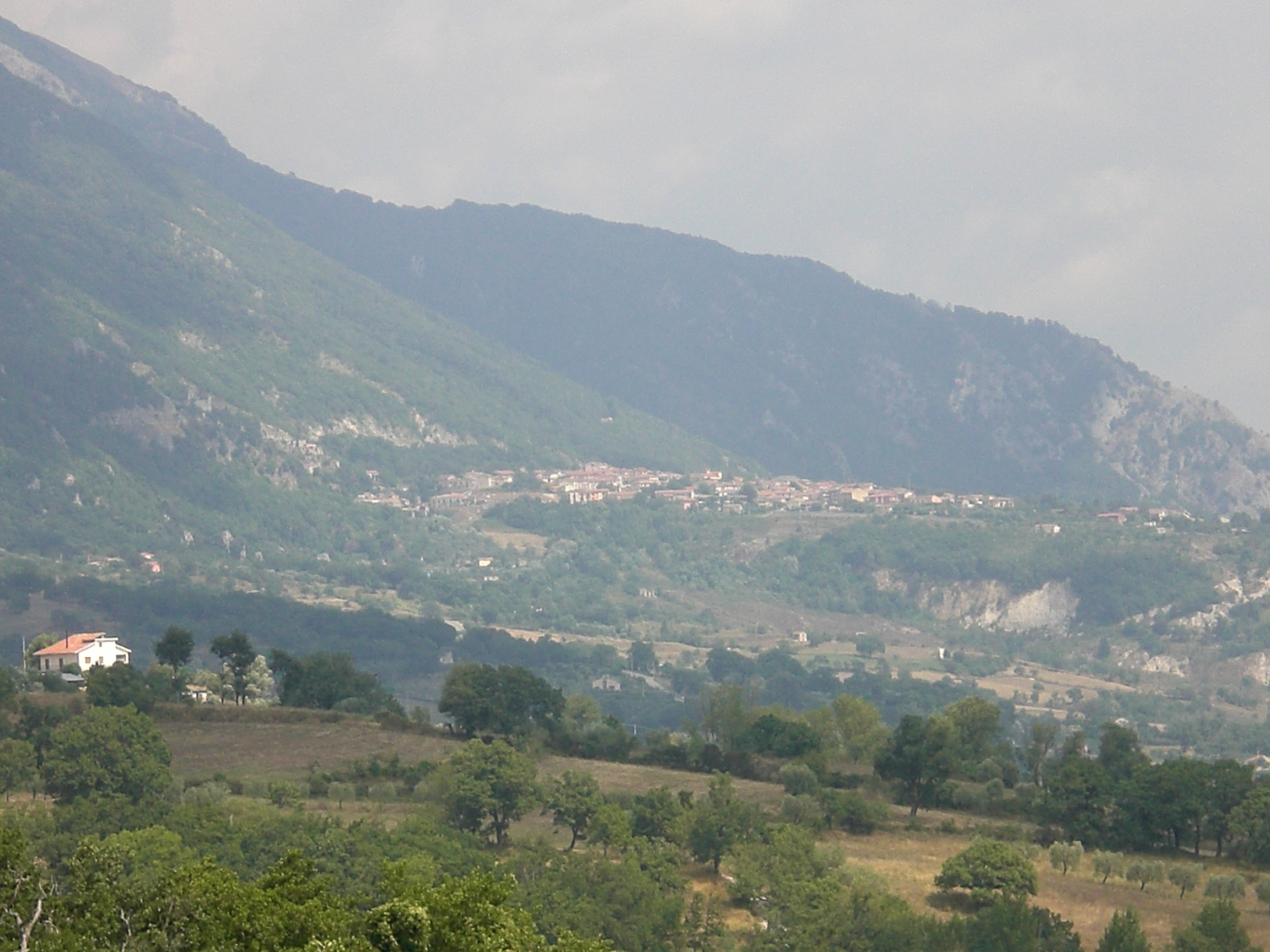
Senerchia

Senerchia ist eine italienische Gemeinde mit 718 Einwohnern (Stand 31. Dezember 2023) in der Provinz Avellino in der Region Kampanien. Der Ort ist Teil der Comunità Montana Terminio Cervialto.

## Geografie
Die Nachbargemeinden sind Acerno (SA), Calabritto, Campagna (SA), Oliveto Citra (SA) und Valva (SA).